# 尤拉克哈薩山
13°54′26″S 71°21′34″W / 13.90722°S 71.35944°W
尤拉克哈薩山（Yuraq Q'asa），是秘魯的山峰，位於該國東南部庫斯科大區，處於查霍山以南、查查科馬約克山以西和蒂克亞哈薩山東北面，海拔高度4,800米。